# ولی اسرافیلوف
ولی اسرافیلوف (ترکی آذربایجانی: Vəli İsrafilov؛ زادهٔ ۱۸ اکتبر ۲۰۰۲) وزرشکار پاراشنای اهل جمهوری آذربایجان است. وی در بازی‌های پارالمپیک تابستانی ۲۰۲۰ موفق شد در در ماده ۱۰۰ متر قورباغه مقام اول را کسب کند.

## زندگی
ولی اسرافیلوف در روز ۱۸ اکتبر سال ۲۰۲۲ در شهر تیومن کشور روسیه به دنیا آمد. این شناگر که اصالتاً از شهرستان ماساللی جمهوری آذربایجان است، از سال ۲۰۰۸ شروع به ورزش کرد. ولی اسرافیلوف دانش‌آموخته آکادمی دولتی نفت آذربایجان است.
ولی اسرافیلوف در بازی‌های پارالمپیک تابستانی ۲۰۲۴ در پاریس، پایتخت فرانسه رقابت کرده و با ثبت زمان ۱:۰۵:۳۵ در ماده ۱۰۰ متر قورباغه به مقام سوم رسید.

## جایزه‌ها
بنابر دستور الهام علی‌اف، ریئس جمهور آذربایجان، به تاریخ ۶ سپتامبر سال ۲۰۲۱، به ولی اسرافیلوف در پاس دست‌آوردهایش در بازی‌های پارالمپیک تابستانی ۲۰۲۰ و خدمتاش به پیشرفت ورزش آذربایجان نشان برای خدمت به میهن درجه یک اهدا شد.
الهام علی‌اف طی احکامی دیگر مورخ ۱۰ سپتامبر سال ۲۰۲۴، به ولی اسرافیلوف در پاس کسب مقام سوم در ازی‌های پارالمپیک تابستانی ۲۰۲۴ پاریس دیپلم افتخاری ریاست جمهوری آذربایجان و ۵۰ هزار منات آذربایجان و نیز به مربی اش ۲۵ هزار منات آذربایجان اعطا کرد.